# كيندرا سميث
كيندرا سميث (بالإنجليزية: Kendra Smith)‏ هي مغنية وموسيقية وعازفة بيانو أمريكية، ولدت في 14 مارس 1960.

## وصلات خارجية
- كيندرا سميث على موقع ميوزك برينز (الإنجليزية)
- كيندرا سميث على موقع أول ميوزيك (الإنجليزية)
- كيندرا سميث على موقع ديسكوغز (الإنجليزية)